# Schach-Europameisterschaft 2024

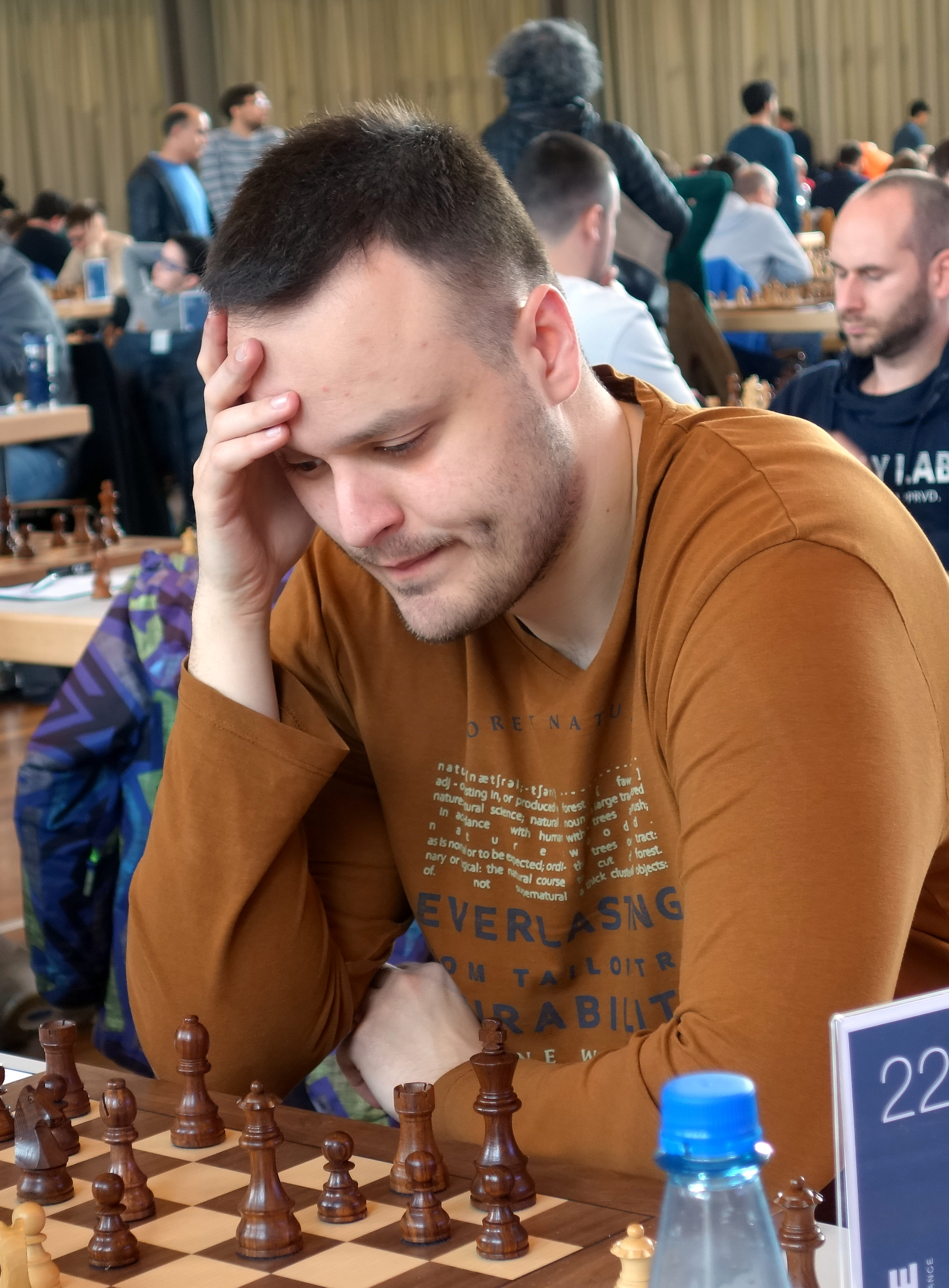
Aleksandar Inđić, Europameister 2024

Die Schach-Europameisterschaft 2024 (offiziell European Individual Chess Championship 2024) war die 24. Austragung einer Schach-Europameisterschaft und fand vom 8. bis 19. November 2024 im montenegrinischen Petrovac na moru statt. Das Turnier nach Schweizer System wurde von der European Chess Union veranstaltet. Sieger wurde der Serbe Aleksandar Inđić.

## Organisation

### Modus
Gespielt wurde nach Schweizer System über eine Dauer von elf Runden. Als Bedenkzeit hatten die Spieler jeweils eine Startzeit von 90 Minuten, die nach dem 40. Zug um weitere 30 Minuten erweitert wurde. Zudem gab es ein Zeitinkrement von 30 Sekunden bereits ab dem ersten Zug. Bei Punktgleichheit zählten zuerst die direkten Duelle, danach wurde mittels Buchholz-Wertung (in der ersten Anwendung abzüglich des schlechtestgewerteten Gegners) unterschieden. Bei weiter bestehendem Gleichstand zählte erst die Zahl der Partien mit Schwarz, zuletzt die Zahl der gewonnenen Partien.
Die Teilnahme stand grundsätzlich allen Mitgliedern der europäischen nationalen Verbänden frei.

### Preisgeld
Insgesamt wurden 100.000 Euro an Preisgeldern ausgeschüttet. Aus dem Teilnehmerfeld erhielten die 23 bestplatzierten Spieler eine Prämie von mindestens 1000 €; der Sieger erhielt 20.000 €. Daneben gab es Spezialpreise in verschiedenen Kategorien. Die sechs besten Frauen erhielten Prämien von bis zu 1200 €. Außerdem erhielten jeweils drei Junioren (U18) und drei Senioren (Ü50) Preise von bis zu 1000 €.

## Ergebnis
Insgesamt nahmen 388 Spieler aus 42 Ländern an der Europameisterschaft teil, darunter auch 29 Frauen. Mit 41 Teilnehmern meldete der Schachverband der Türkei die meisten Spieler. Dahinter stellten Serbien (24), Polen (23) und Aserbaidschan (22) die größten Gruppen. Aus Deutschland nahmen ebenso wie aus dem Gastgeberland Montenegro 21 Spieler teil.
Der Serbe Aleksandar Inđić übernahm in der sechsten Runde nach dem Sieg gegen Maxim Tschigajew die alleinige Führung und verteidigte diese durch Remis gegen Bogdan-Daniel Deac und Daniil Juffa sowie durch den Sieg gegen Iwan Tscheparinow in der neunten Runde. In der letzten Runde traf er auf den zweitplatzierten Daniel Dardha, sodass ihm ein weiteres Remis ausreichte. Da auch keiner der Verfolger die letzte Partie gewinnen konnte, wurde Dardha Zweiter hinter Inđić. Frederik Svane wurde – punktgleich mit zehn weiteren Spielern, jedoch mit besserer Feinwertung – Dritter und somit bester Deutscher. Der Erste der Setzliste, Wladimir Fedossejew, der zudem der einzige Teilnehmer mit einer Elo-Zahl über 2700 war, beendete das Turnier auf dem 15. Rang.
Über die Europameisterschaft qualifizierten sich 20 Spieler für den Schach-Weltpokal 2025.
| Platz | Teilnehmer           | Elo-Zahl | Punkte | BC1  | BUC  |
| ----- | -------------------- | -------- | ------ | ---- | ---- |
| 01.   | Aleksandar Inđić     | 2623     | 9,0    | 72,5 | 76,0 |
| 02.   | Daniel Dardha        | 2606     | 8,5    | 74,0 | 77,5 |
| 03.   | Frederik Svane       | 2654     | 8,0    | 74,5 | 80,0 |
| 04.   | Bogdan-Daniel Deac   | 2687     | 8,0    | 73,5 | 78,5 |
| 05.   | Iwan Tscheparinow    | 2632     | 8,0    | 72,5 | 78,0 |
| 06.   | Maxim Tschigajew     | 2605     | 8,0    | 72,5 | 77,5 |
| 07.   | Daniil Juffa         | 2631     | 8,0    | 69,5 | 74,5 |
| 08.   | Robert Howhannisjan  | 2613     | 8,0    | 69,5 | 74,0 |
| 09.   | Alexander Motyljow   | 2577     | 8,0    | 68,5 | 72,5 |
| 10.   | Kacper Piorun        | 2580     | 8,0    | 63,0 | 67,5 |
| 11.   | Mateusz Bartel       | 2613     | 8,0    | 62,5 | 67,5 |
| 12.   | Constantin Lupulescu | 2591     | 8,0    | 62,0 | 66,5 |
| 13.   | Velimir Ivić         | 2622     | 8,0    | 60,0 | 64,5 |
| 14.   | Rauf Məmmədov        | 2651     | 7,5    | 70,0 | 76,0 |
| 15.   | Wladimir Fedossejew  | 2712     | 7,5    | 69,0 | 74,5 |
| 16.   | Alexander Donchenko  | 2617     | 7,5    | 69,0 | 74,0 |
| 17.   | Emre Can             | 2559     | 7,5    | 69,0 | 72,5 |
| 18.   | Nikita Witjugow      | 2668     | 7,5    | 68,5 | 73,5 |
| 19.   | Rasmus Svane         | 2628     | 7,5    | 68,0 | 73,5 |
| 20.   | Uladsislau Kawaljou  | 2539     | 7,5    | 67,5 | 72,0 |